# Jamal El Ghannouti
Jamal El Ghannouti (Rotterdam, 29 marzo 1983) è un ex giocatore di calcio a 5 ed ex calciatore olandese.

## Carriera
Di origini marocchine, El Ghannouti ha debuttato nella Nazionale di calcio a 5 dei Paesi Bassi in occasione di un'amichevole contro il Portogallo giocata il 28 ottobre 2005 e terminata con il risultato di 1-4 per i lusitani. Con i tulipani ha disputato 158 partite che lo rendono il primatista assoluto della selezione. Nel dicembre del 2016 viene nominato cavaliere della Federazione calcistica dei Paesi Bassi.

## Palmarès
- Campionato olandese: 4
Blok/Carillon Boys: 2007-08
Eindhoven: 2012-13, 2014-15
't Knooppunt: 2016-17
- Coppa dei Paesi Bassi: 2
Eindhoven: 2014-15, 2018-19